# Camden (New Jersey)
 For alternative betydninger, se Camden. (Se også artikler, som begynder med Camden)
Camden er en amerikansk by og administrativt centrum i det amerikanske county Camden County, i staten New Jersey. Byen har 71.791(2020) indbyggere.

## Ekstern henvisning
- Wikimedia Commons har flere filer relateret til Camden (New Jersey)
- Camdens hjemmeside (engelsk)